# Mrokas
Mrokas właściwie Michał Mroczkowski (ur. 29 sierpnia 1984 w Poznaniu) -  polski raper. Mrokas znany jest przede wszystkim z występów w zespole Aifam. Wraz z grupą zarejestrował cztery nielegale: Demo (1998), Oddalenie (2000), Nasza rewolucja (2005) oraz Ponad tym (2010). Mrokas współtworzył także zespoły Aifam Klika, Aifam PC i Mrok Nad Miastem.
15 września 2011 roku ukazał się debiutancki album solowy rapera pt. Mrok w mieście. Na płycie wydanej przez Unhuman Familia wystąpili gościnnie m.in.: Shellerini, Medi Top Glon, Diox oraz Kajman. Współpracował ponadto z takimi wykonawcami jak: Kaczor, Kobra, Paluch, Rafi czy Mikser.
Poza działalnością artystyczną pracuje w poznańskiej stacji radiowej SubCity, gdzie prowadzi autorską audycję.

## Wybrana dyskografia
Albumy solowe
| Tytuł          | Dane dot. albumu                                    |
| -------------- | --------------------------------------------------- |
| Mrok w mieście | - Data: 15 września 2011 - Wydawca: Unhuman Familia |
| Luxus na raty  | - Data: 9 lipca 2013 - Wydawca: My Music            |

Inne
| Album                                      | Rok  | Utwór                                                | Źródło |
| ------------------------------------------ | ---- | ---------------------------------------------------- | ------ |
| Paluch - Pewniak                           | 2009 | "Reprezentuje" (gościnnie: Mrokas)                   | [ 9 ]  |
| Kobra - Na żywo z miasta grzechu           | 2010 | "Na ulicach rządzi diabeł" (gościnnie: Słoń, Mrokas) | [ 10 ] |
| Grube jointy 2: karani za nic (kompilacja) | 2011 | Mrokas, Paluch - "Poza układem"                      | [ 11 ] |
| Kroolik Underwood - Gentleman Flow         | 2012 | "Medytacja" (gościnnie: Mrokas)                      | [ 12 ] |

## Teledyski
| Tytuł                                              | Rok  | Reżyseria/Realizacja | Album          | Źródło |
| -------------------------------------------------- | ---- | -------------------- | -------------- | ------ |
| "Nić Ariadny" (gościnnie: Kaczor, Waber)           | 2011 | Wendland Films       | Mrok w mieście | [ 13 ] |
| "Graffiti"                                         | 2011 | Pakol Video          | Mrok w mieście | [ 14 ] |
| "Krusząc lód" (gościnnie: Kinga Kielich, DJ. Hen)  | 2011 | 4zero4               | Mrok w mieście | [ 15 ] |
| "Świat jest nasz" (gościnnie: Sheller)             | 2011 | 4zero4               | Mrok w mieście | [ 16 ] |
| "My mamy wszystko" (gościnnie: PiotrŁotrWABER’ski) | 2013 | 4zero4               | Luxus na raty  | [ 17 ] |
| "Kształtuj swój styl" (gościnnie: Rafi, Aga Czyż)  | 2013 | 4zero4               | Luxus na raty  | [ 18 ] |
| "Zanim nastanie świt"                              | 2013 | 4zero4               | Luxus na raty  | [ 19 ] |
| "Jack Herrer" (gościnnie: Robako)                  | 2013 | DTCproductions       | Luxus na raty  | [ 20 ] |